# Dayton Demolition
Dayton Demolition byl profesionální americký klub ledního hokeje, který sídlil v Daytonu ve státě Ohio. V letech 2015–2016 působil v profesionální soutěži Federal Hockey League. Demolition ve své poslední sezóně v FHL skončily v semifinále play-off. Své domácí zápasy odehrával v hale Hara Arena s kapacitou 5 500 diváků. Klubové barvy byly červená, žlutá a šedá.
Založen byl v roce 2015 po přestěhování týmu Berkshire Battalion do Daytonu.

## Přehled ligové účasti
Zdroj: 
- 2015–2016: Federal Hockey League